# 양주 청련사 현왕도
양주 청련사 현왕도(楊州 靑蓮寺 現王圖)는 대한민국 경기도 양주시 장흥면, 청련사에 있는 불상 3구와 복장물 7점이다. 2018년 4월 30일 문화재 지정 예고를 거쳐, 2018년 9월 10일 경기도의 유형문화재 제338호로 지정되었다.

## 지정 사유
‘현왕도’로는 드물게 대규모의 화폭에 그려진 점, 안정감을 보여주는 구도, 금니의 사용과 조화된 채색, 화려하면서도 섬세한 문양 등 19세기 말 현왕도의 특징이 잘 드러난다. 조성연대와 조성화원 및 봉안처 등이 명확하게 밝혀져 있고 고산 축연의 초기 화풍을 살필 수 있는 점에서 중요한 자료이다.

## 같이 보기
- 청련사

## 참고 문헌
- 양주 청련사 현왕도 - 국가유산청 국가유산포털